# Wilhelm von Elswig
Wilhelm von Elswig (* 1613 in Lübeck; † 13. August 1680 ebenda) war ein deutscher Kaufmann und Ratsherr der Hansestadt Lübeck.

## Leben
Der Kaufmann Wilhelm von Elswig war Mitglied der Lübecker Schonenfahrer. Als deren wortführender Ältermann unterzeichnete er 1669 für die Schonenfahrer den vom Reich vermittelten Bürgerrezess mit dem Lübecker Rat und wurde dann am 2. Oktober 1669 selbst zum Ratsherrn der Stadt gewählt. Im Rat wirkte er 1671 bis 1673 als Bauherr, hatte also die Verantwortung für den Bauhof der Stadt.
Ihm gehörte ein Hof und Gartengelände vor den Toren der Stadt, der Elswigshof im heutigen Stadtteil Lübeck-St. Jürgen. Im Zuge der Aufsiedlung wurde 1871 die Elswig-Straße nach ihm und der Hoflage benannt.